# Selaginella extensa
Selaginella extensa är en mosslummerväxtart som beskrevs av Underw.. Selaginella extensa ingår i släktet mosslumrar, och familjen mosslummerväxter. Inga underarter finns listade i Catalogue of Life.